# W cieniu słońca (film 1981)
W cieniu słońca (ang. In the Shadow of the Sun) – brytyjski film eksperymentalny z 1981 roku w reżyserii Dereka Jarmana, zrealizowany w charakterystycznym, malarskim stylu pierwszych filmów tego twórcy.
To pełnometrażowy i całkowicie pozbawiony fabuły film, zmontowany przez Jarmana techniką kolażu z fragmentów taśm Super 8 nakręcanych przez niemal całe lata 70. Taśma filmowa została w nim potraktowana jak pędzel – jako medium sztuki malarskiej, wykorzystujące takie efekty jak spowolnienie, ręczne barwienie taśmy filmowej i superimpozycję. Wypełniają go senne pejzaże i pulsujące barwne obrazy. Muzykę do filmu w stylu określanym jako industrial nagrał zespół Throbbing Gristle, który tworzyli bliscy przyjaciele Jarmana. Soundtrack z filmu Jarmana został wydany przez muzyków na płycie winylowej i CD (Illuminated 1984, reedycja Mute 1993, TGCD9).
Twórca nawiązuje tym filmem do eksperymentalnych filmów awangardowej czołówki filmowców lat międzywojennych – Mana Raya, Marcela Duchampa czy Fernanda Légera, którzy w filmie szukali możliwości rozwinięcia tradycyjnego malarstwa.
W Polsce film prezentowany był m.in. na 3 edycji festiwalu Era Nowe Horyzonty w Cieszynie w lipcu 2003 r.

## Obsada
- Karl Bowen
- Graham Dowie
- Christopher Hobbs
- Gerald Incandela
- Andrew Logan
- Luciana Martínez
- Lucy Su
- Kevin Whitney
- Francis Wishart